# Stowell, Gloucestershire
Stowell är en by i civil parish Yanworth, i distriktet Cotswold, i grevskapet Gloucestershire i England. Byn är belägen 3 km från Northleach. Stowell var en civil parish fram till 1935 när blev den en del av Yanworth. Civil parish hade 74 invånare år 1931. Byn nämndes i Domedagsboken (Domesday Book) år 1086, och kallades då Stanuuelle.